# Prednisolon
Prednisolon is een corticosteroïde ontstekingsremmer en de actieve metaboliet van prednison. In tegenstelling tot prednison - een prodrug van prednisolon die in de lever wordt omgezet in prednisolon - kan prednisolon ook als injectie en in druppel- of sprayvorm worden aangewend. Toepassing op huid en slijmvliezen is mogelijk en er is ook een drank voor orale inname. Prednisolon is een bitter smakende stof.
De stof is een van de actieve bestanddelen van sofrasolone en opgenomen in de lijst van essentiële geneesmiddelen van de Wereldgezondheidsorganisatie (WHO).